# Länsväg 348
Länsväg 348 går mellan Örnsköldsvik och Åsele.
Vägen viker av från E4:an strax söder om Örnsköldsvik och följer sedan Moälvens dalgång uppströms förbi Mellansel och Bredbyn. Efter byn Kubbe är det långt mellan gårdarna, och den enda större by som passeras före Åsele är Solberg. I Hälla vid det stora Hällbymagasinet i Ångermanälven ansluter 348 till riksväg 90 och är samskyltad med denna till Åsele. Lapplands äldsta by Gafsele passeras strax norr om Hälla. Vägen är även en del av turistvägen Sagavägen.

## Historik
Före 1962 var vägen en del av länshuvudväg 351 mellan Örnsköldsvik och Vilhelmina. Mellan 1962 och 1986 hette vägen riksväg 91. Vägnumret 348 har inte använts tidigare.

## Anslutningar
- E4 och länsväg 352 i Örnsköldsvik
- Länsväg 350 (fram till 1986) i Bredbyn
- Riksväg 90 vid Hälla
- Riksväg 92 och länsväg 365 i Åsele